# Gnuski

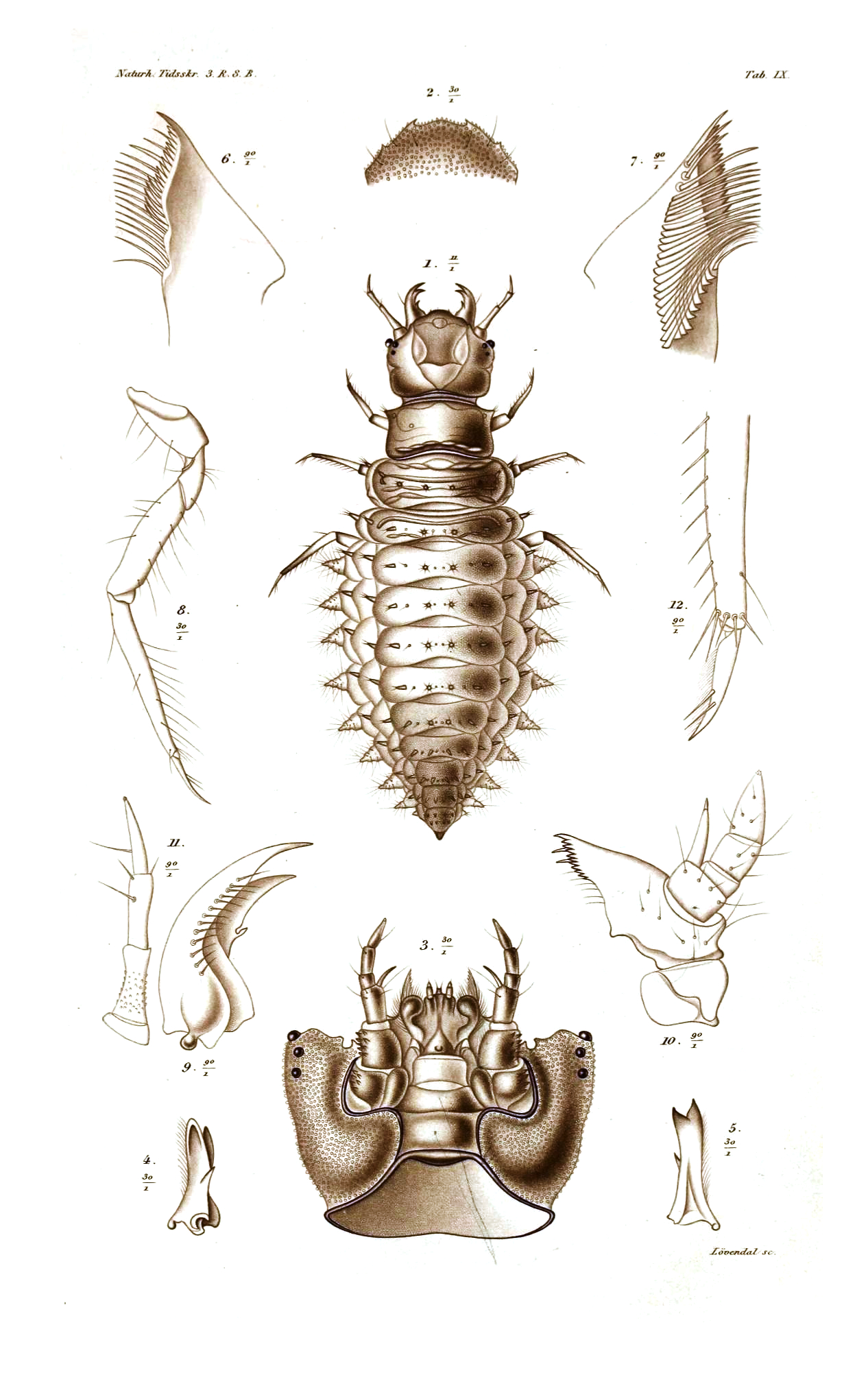
Larwa S. emarginatus

Gnuski (Spercheidae) – rodzina chrząszczy z podrzędu wielożernych i nadrodziny kałużnicokształtnych. Obejmuje około 20 opisanych gatunków.

## Morfologia
Chrząszcze o wydłużonym, owalnym, umiarkowanie lub silnie wysklepionym ciele długości od 1,9 do 8,4 mm. Wierzch ciała jest gładki, nieowłosiony, zaopatrzony jednak w sterczące, buławkowate szczecinki. Powierzchnia głowy i przedplecza ma punkty czy zmarszczki, ale nie ziarniste guzki. Spód ciała, zwykle z wyjątkiem tyłu odwłoka i epipleurów gęsto porastają hydrofobowe włoski. Głowa jest prognatyczna, o lekko wyłupiastych oczach. Przedplecze jest około dwukrotnie szersze niż dłuższe, o dwufalistej krawędzi przedniej, sklepione, płaskie lub zaopatrzone we wciski. Tarczka jest tak szeroka jak długa lub wydłużona. Pokrywy zwykle są bezładnie punktowane, ale u Prospercheus miały po dziesięć rzędów punktów i skrócony rządek przytarczkowy; międzyrzędy parzyste często są żeberkowato wyniesione. Przedpiersie wypuszcza, zwykle kompletny, wyrostek międzybiodrowy. Odnóża odznaczają się zaopatrzonym w liczne szczecinki empodium. Odwłok ma pięć widocznych, wolnych sternitów (od trzeciego do siódmego), z których pierwszy wypuszcza ostry wyrostek międzybiodrowy i pozbawiony jest pośrodkowego żeberka, a ostatni ma zwyczajnie zaokrąglony tylny brzeg.

## Ekologia i występowanie
Zarówno larwy, jak i postacie dorosłe są owadami wodnymi, zasiedlającymi wody stojące o bogatej, gęstej roślinności, w tym kałuże, bajora i rowy. Osobniki dorosłe żerują na glonach i rozkładającej się materii roślinnej. Larwy również przemieszczają się powoli po podłożu lub pod taflą wody i przyjmują podobny pokarm, uzupełniając go jednak o martwe, a rzadziej żywe owady, niekiedy nawet praktykując kanibalizm.
Rodzina ma niemal kosmopolityczny zasięg, brak jej jednak w nearktycznej Ameryce Północnej. Większość gatunków zamieszkuje krainy etiopską i orientalną. Tylko dwa gatunki znane są z Australii i tylko dwa z Ameryki Południowej. W krainie palearktycznej stwierdzono pięć gatunków, z których tylko S. emarginatus wykazano z Europy, w tym z Polski.

## Taksonomia i ewolucja
Takson ten wprowadzony został w 1837 roku przez Wilhelma Ferdinanda Erichsona jako plemię Spercheini. Współcześnie traktowany jest jako odrębna rodzina lub jako podrodzina w obrębie kałużnicowatych. Obejmuje około 20 opisanych gatunków zgrupowanych w dwóch rodzajach:
- ✝Prospercheus Prokin, 2009
- Spercheus Laporte, 1840 – gnusek

Zapis kopalny Prospercheus pochodzi z kredy dolnej, natomiast Spercheus znany jest od eocenu.
Relacje pomiędzy gnuskami i pozostałymi rodzinami kałużnicokształtnych są niepewne. Na rzecz siostrzanej relacji gnusków i kałużnicowatych świadczą m.in. wyniki analiz Michaela Hansena z 1991 roku, Miguela Archangelskiego z 1998 roku, Rolfa G. Beutela i Albrechta Komarka z 2004 roku, Anji Korte i innych z 2004 roku czy Branki B. Mađarić i innych z 2013 roku. W wynikach Rolfa G. Beutela z 1994 roku gnuski zajęły pozycję bazalną względem kladu obejmującego Hydrochidae, Helophoridae, Georissidae, Epimetopidae i kałużnicowate. W publikacji Detlefa Bernharda i innych z 2009 roku Spercheidae jawiły się jako siostrzane dla kałużnicowatych przy użyciu metody bayesowskiej, natomiast przy użyciu metody największej parsymonii siostrzanym dla gnusków był klad obejmujący Georissidae, Epimetopidae, Hydrochidae, Helophoridae i kałużnicowate. W wynikach analizy Andrew E. Shorta i Martina Fikáčka z 2013 roku gnuski znajdują się w nierozwikłanej trytomii z kladem obejmującym Hydrochidae, Georissidae i Helophoridae oraz kladem obejmującym Epimetopidae i kałużnicowate. W wynikach Ladislava Bocáka i innych z 2014 roku jako siostrzane dla gnusków jawią się Epimetopidae. Wyniki analiz Duane D. McKenny i innych z 2015 roku wskazały gnuski jako siostrzane dla kałużnicowatych przy metodzie bayesowskiej, a klad obejmujący Georissidae, Helophoridae i kałużnicowate jako siostrzany dla gnusków przy metodzie największej wiarygodności.